# Airborne-monument (Oosterbeek)

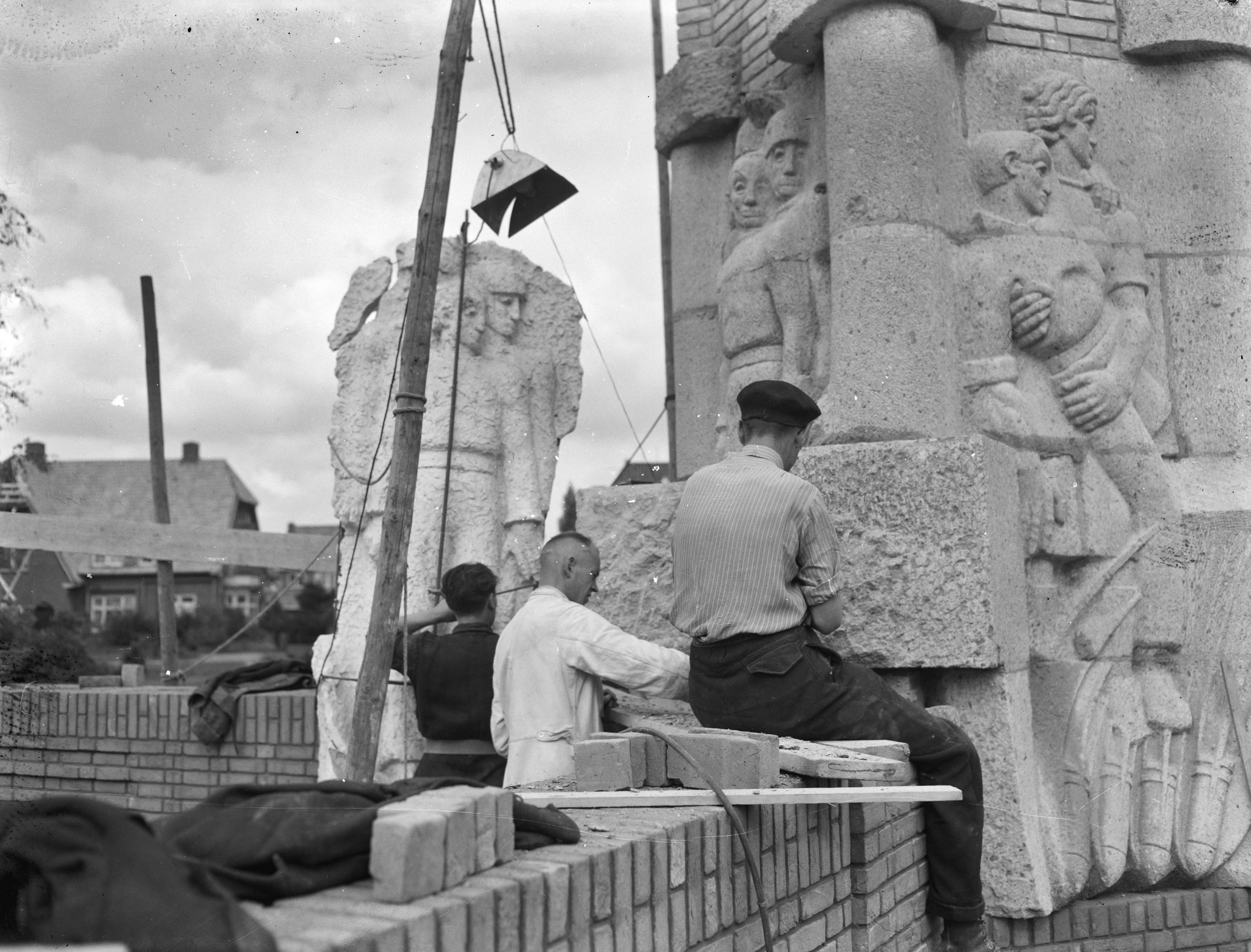
Plaatsing van het monument

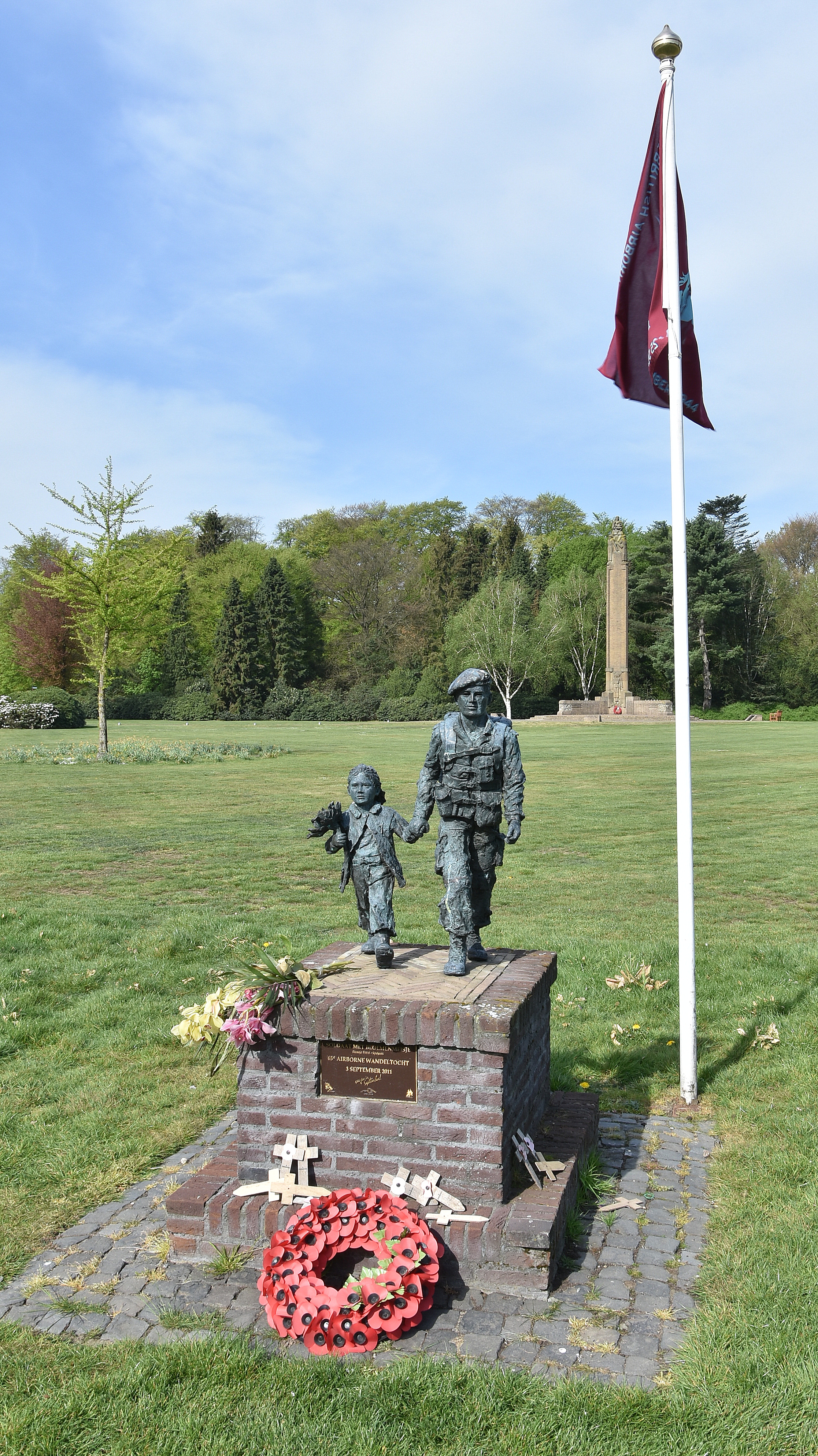
Soldaat met bloemenmeisje (Fransje Povel-Speleers, 2011) met op de achtergrond het Airborne-monument

Het Airborne-monument, ook wel De Naald, is een oorlogsmonument in de Nederlandse plaats Oosterbeek ter nagedachtenis aan de slag om Arnhem in september 1944. Het wordt aangemerkt als Nationaal Monument en is door de gemeente Renkum aangewezen als gemeentelijk monument.

## Achtergrond
In september 1944 vond Operatie Market Garden plaats, een geallieerd offensief gericht tegen de Duitse bezetters. Aan de operatie werd deelgenomen door Amerikaanse, Britse en Poolse soldaten. Bij Oosterbeek mengde de 1ste Britse Airborne Divisie zich in de strijd, met als opdracht de Rijnbrug in Arnhem te veroveren. Bij de Slag om de Rijnbrug kwamen de Britten door tegenaanvallen van de Duitsers in de knel en zij moesten zich na ruim een week terugtrekken naar Oosterbeek. Urquhart vestigde zijn divisiehoofdkwartier in het Hotel Hartenstein (in 1978 werd hier het Airborne Museum ondergebracht). In april 1945 kon Arnhem alsnog worden bevrijd.
In het voorjaar van 1945 werd het Airborne-comité gevormd met als doel een gedenkteken op te richten, het benodigde geld werd bijeengebracht door de inwoners van Oosterbeek. In samenwerking met architect H.W. Wesselink ontwierp de beeldhouwer Jac Maris een gedenkzuil met natuurstenen elementen, dat zou worden geplaatst tegenover Hartenstein. Het beeldhouwwerk werd vervaardigd door Maris en zijn leerlingen Els Tervoort en George van der Wagt. De eerste steen werd op 25 september 1945 gelegd door majoor R.E. Urquhart, commandant van de 1ste Airborne Divisie. De Centrale Commissie voor oorlogs- of vredesgedenktekens maakte bezwaar tegen de door Maris beoogde bekroning. Hij wilde daar de figuren plaatsen van twee Polen en twee Britten, als wachters, en drie burgers, de commissie zag liever het Airborne-embleem boven op de gedenkzuil. Het monument kreeg een tijdelijke bekroning met vier spuiters, zodat het op 17 september 1946 kon worden onthuld door majoor Urquhart in aanwezigheid van onder anderen koningin Wilhelmina, jhr. Quarles van Ufford, commissaris der koningin van Gelderland, en J.J. Talsma, burgemeester van Renkum. In 1947 werd alsnog toestemming verleend voor een 5 meter hoge bekroning. Maris maakte hiervoor een beeldengroep van een figuur met vredesduif, te midden van burgers en soldaten. Op 16 september 1947 vond de eerste herdenkingsplechtigheid bij het voltooide monument plaats.

## Beschrijving
Het monument bestaat uit een bakstenen gedenkzuil, met natuurstenen elementen. Aan de voet van het monument zijn vier bakstenen armen geplaatst, die alle op de uiteinde een gebeeldhouwde steen bevatten. Op de uiterste zijde staat telkens in reliëf de pegasus, het symbool van de Airborne, op de zijvlakken van deze stenen zijn taferelen van de strijd te zien. Onder aan de zuil is op elke zijde een figuurvoorstelling in reliëf geplaatst, die de landing (oostzijde), de hulp van Oosterbeekse vrouwen aan de gewonden (zuidzijde), de medewerking van het verzet (westzijde en de laatste weerstand (noordzijde) voorstellen.
De 5 meter hoge bekroning is gemaakt van Ettinger tufsteen en bestaat uit een beeldengroep van een figuur met duif, als symbool voor de vrede, te midden van vier figuren boven op de ribben van de zuil. Op de vier zijden zijn symbolen geplaatst van geloof, vrijheid, vrede en gerechtigheid.

## Detailopnames van het monument

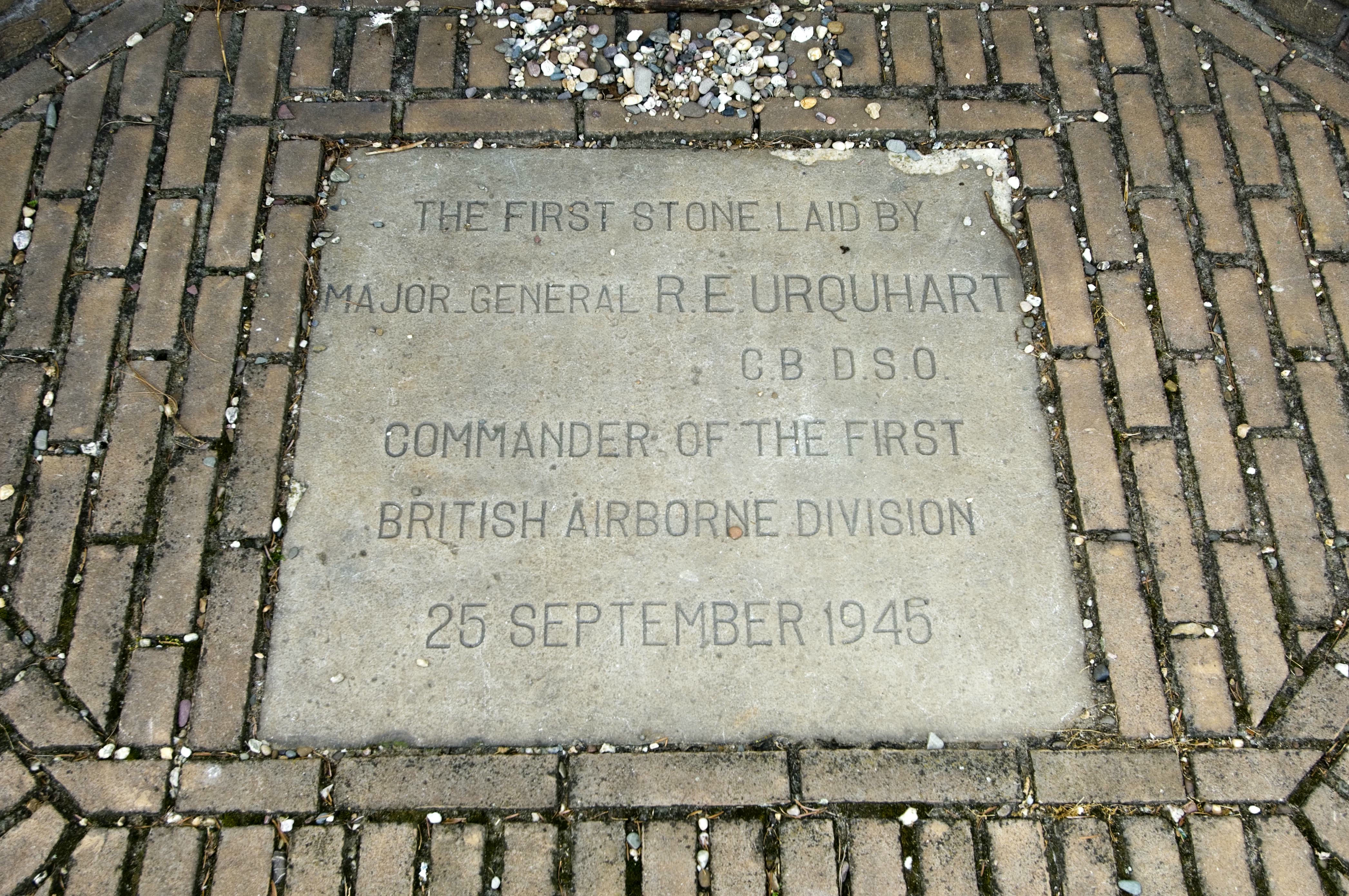
De eerste steen
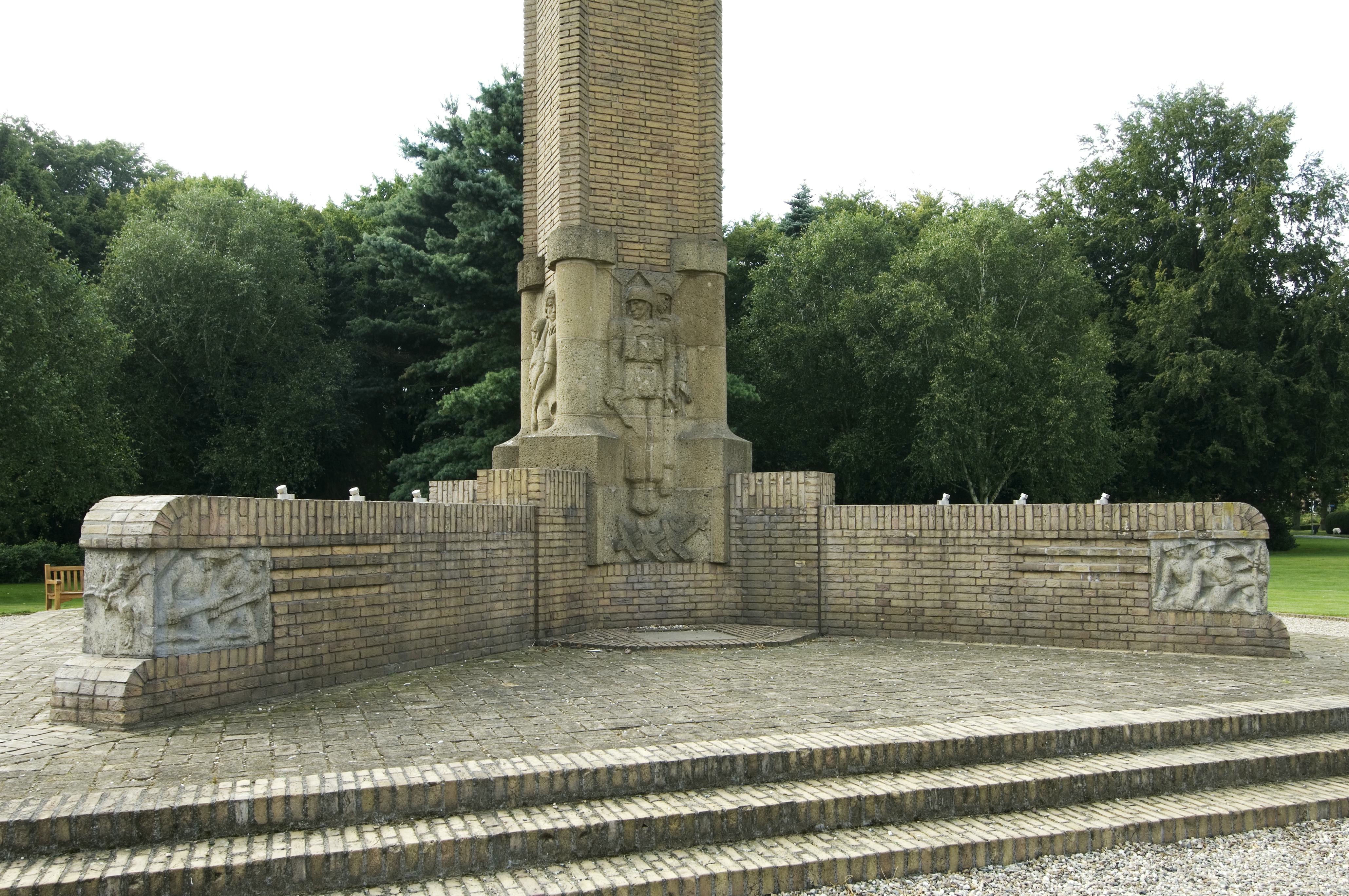
Basis van de gedenknaald
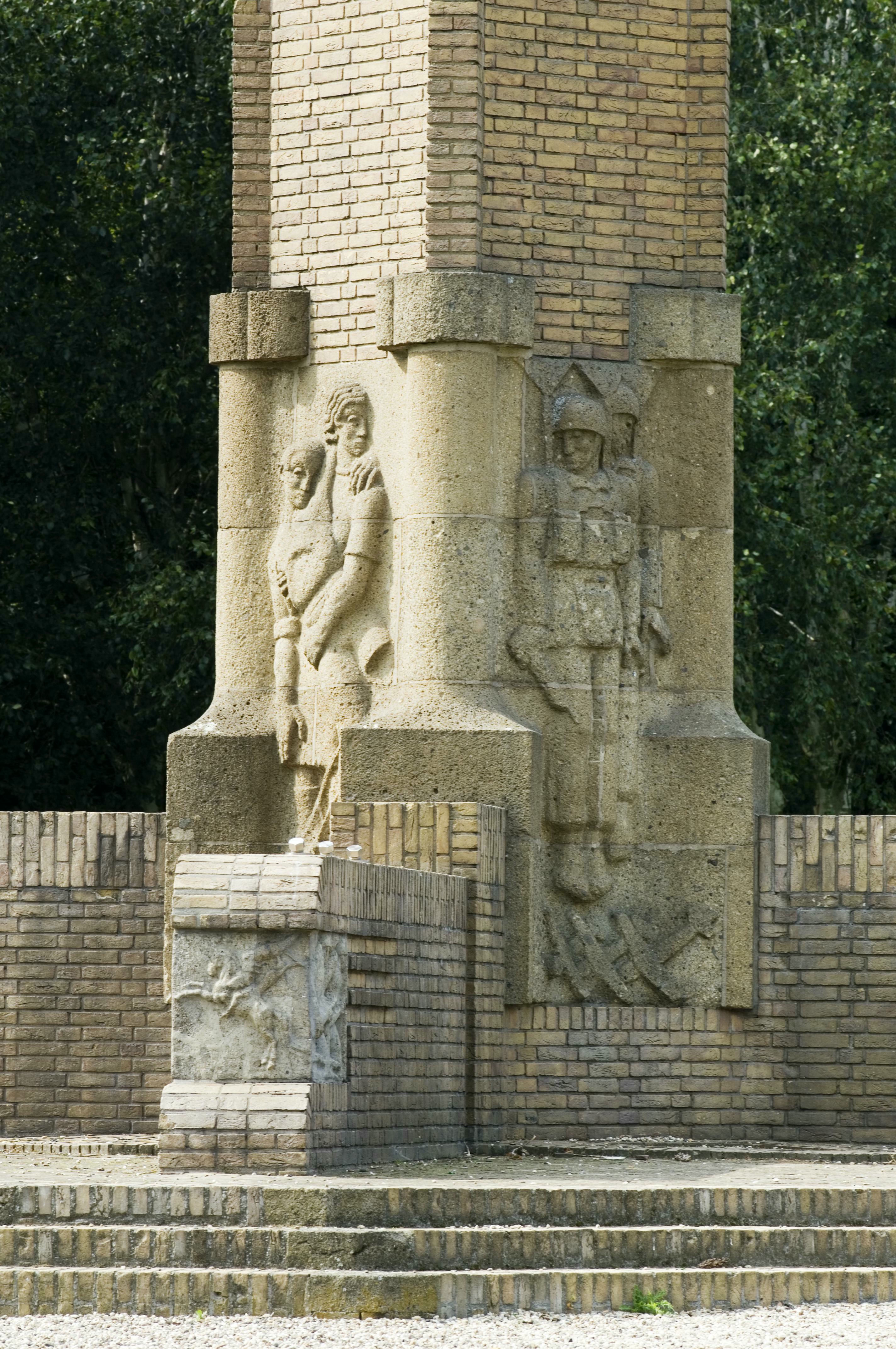
Basis van de gedenknaald - met zicht op de voorzijde van een van de armen
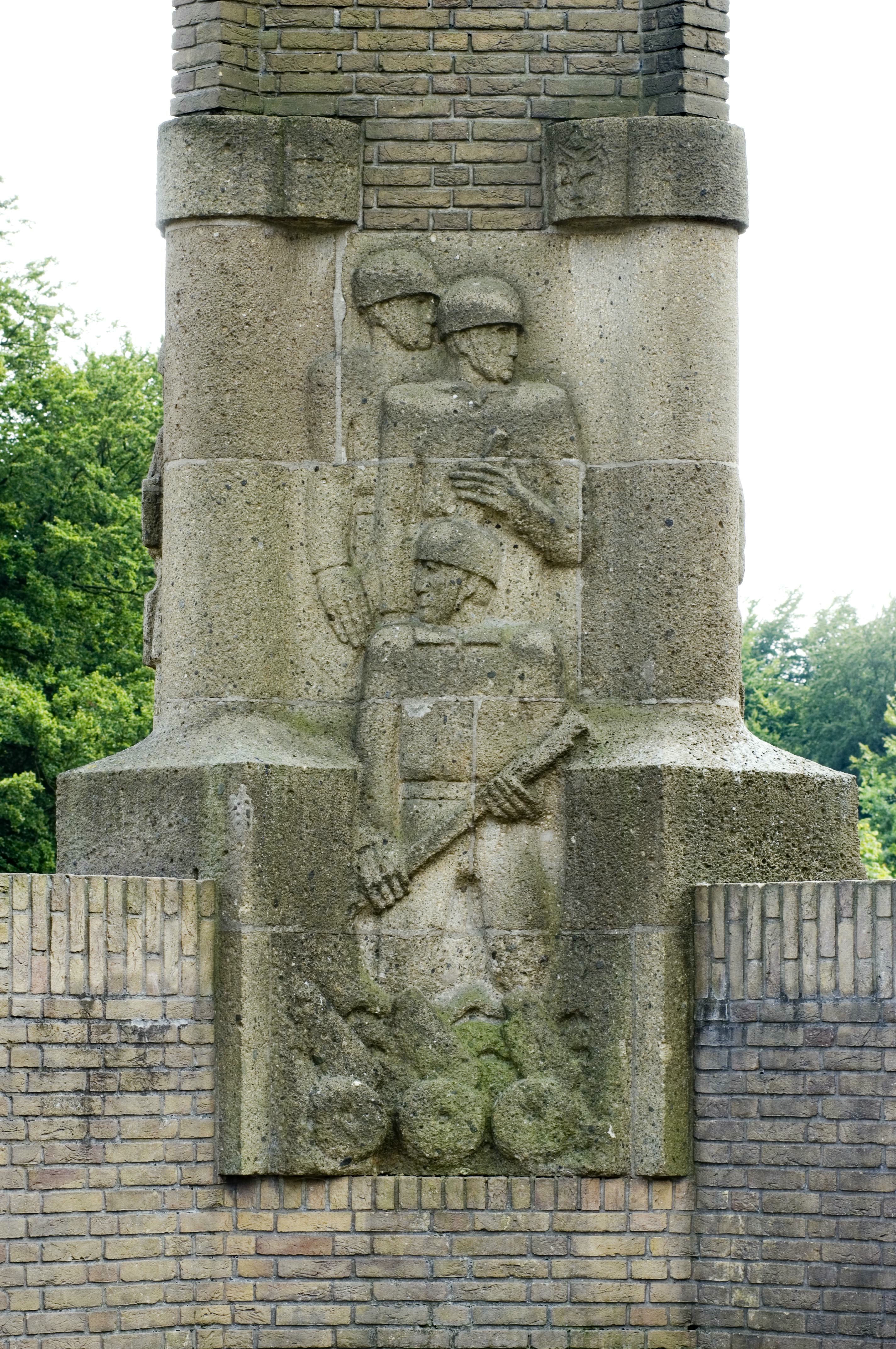
Reliëf aan de voet van de gedenknaald dat de laatste heldhaftige weerstand voorstelt (noordzijde)
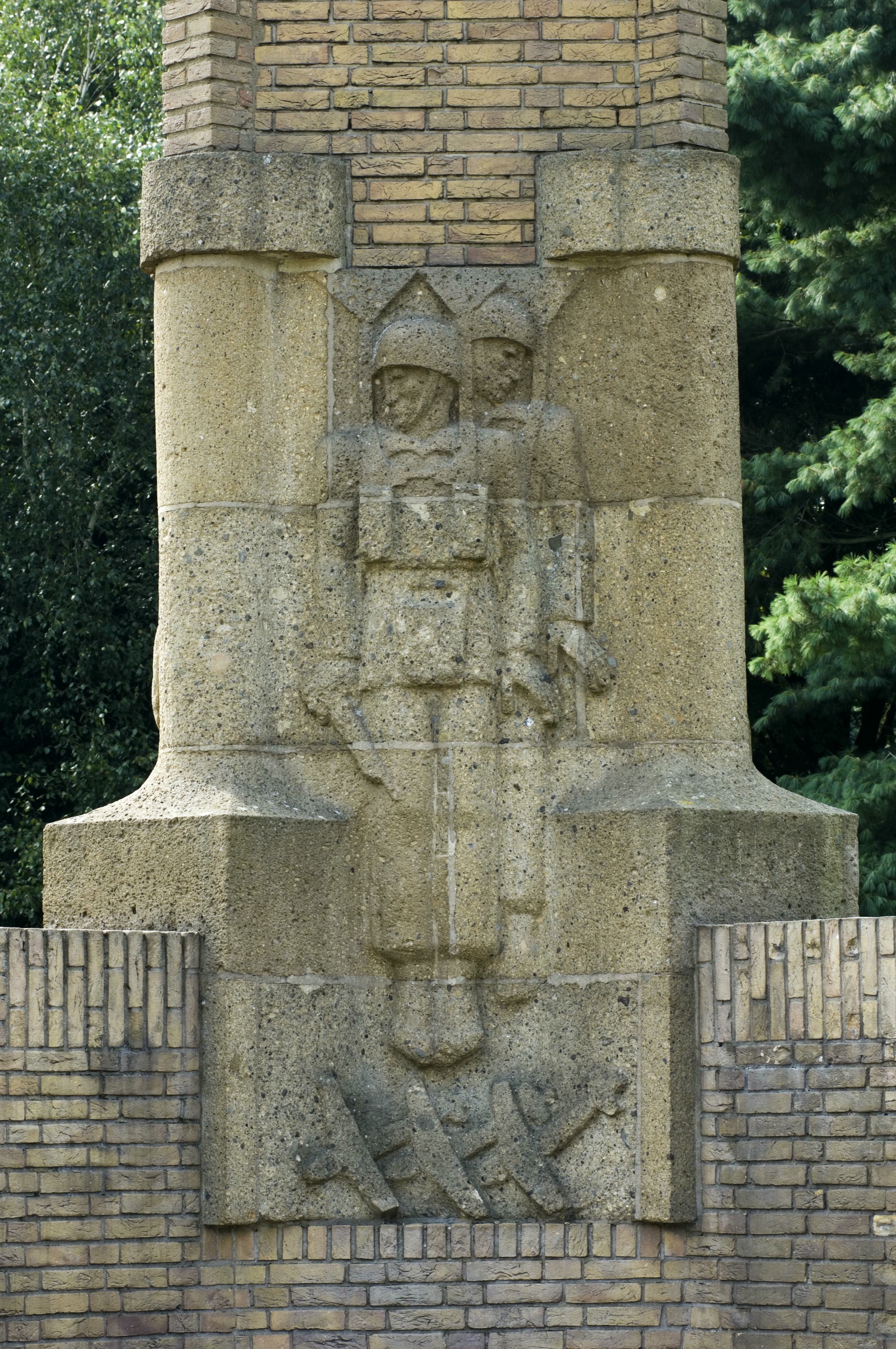
Reliëf aan de voet van de gedenknaald dat de landing voorstelt (oostzijde)
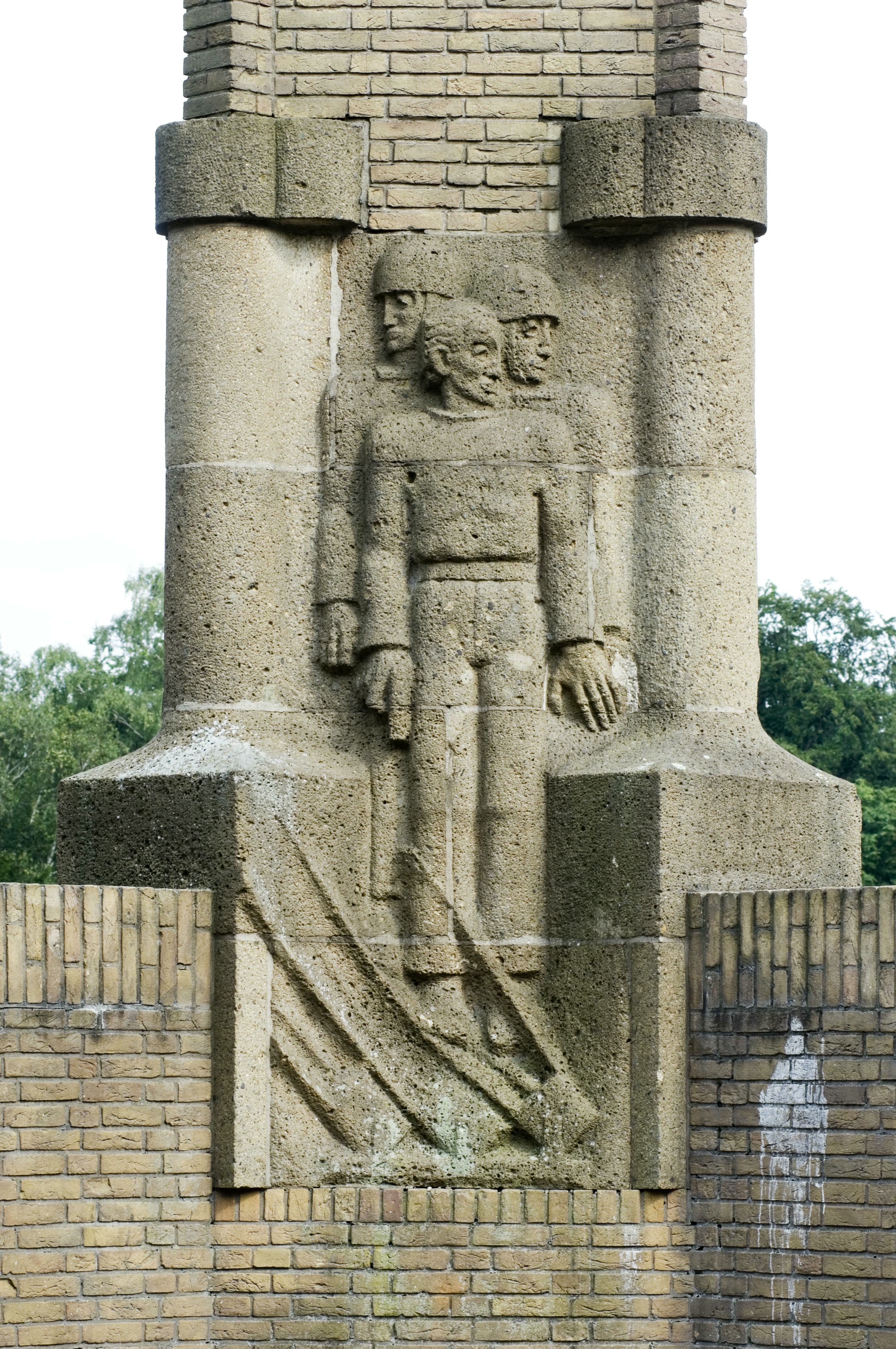
Reliëf aan de voet van de gedenknaald dat de medewerking van de ondergrondse strijdkrachten aan de Airborne voorstelt (westzijde)
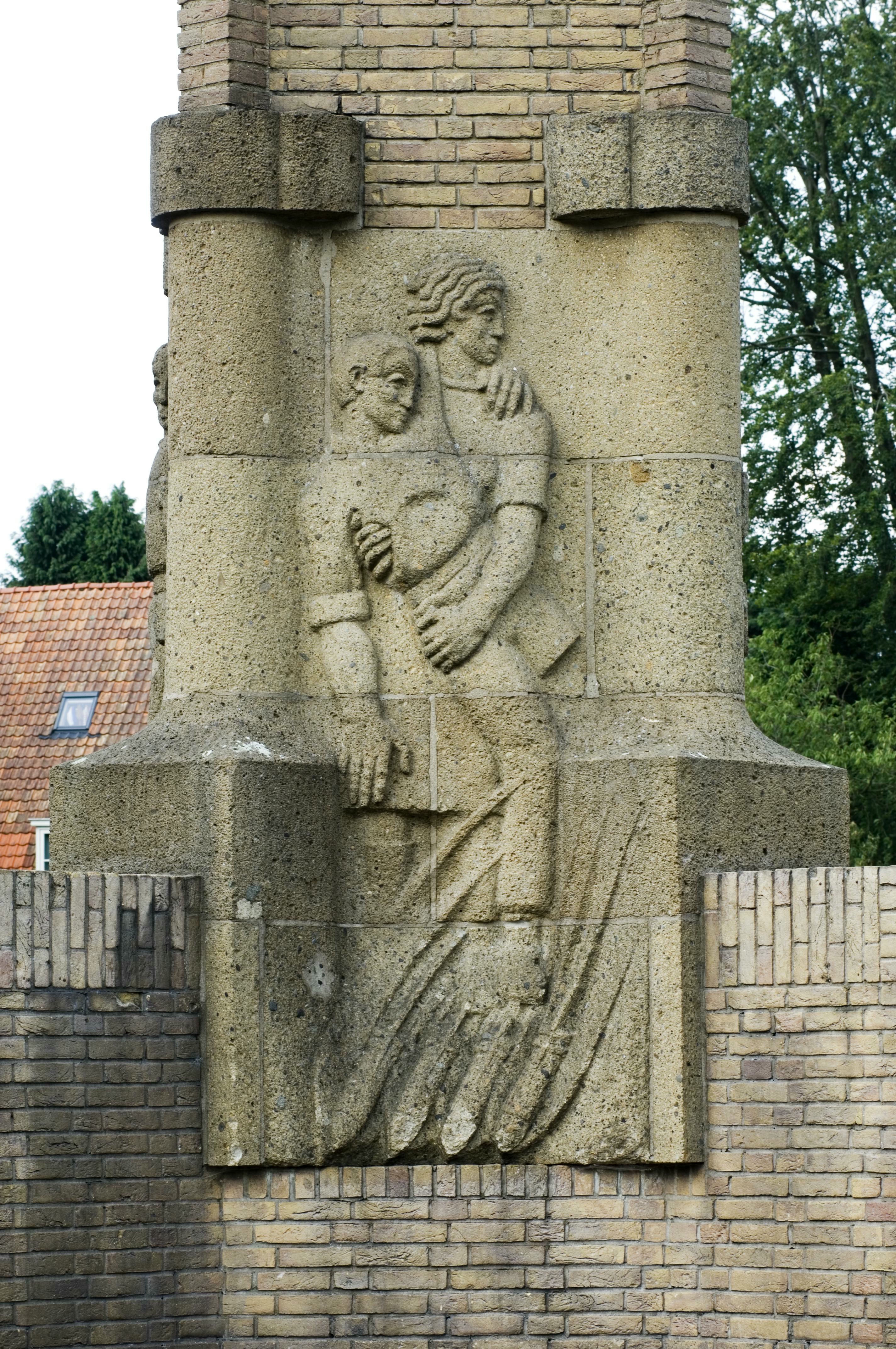
Reliëf aan de voet van de gedenknaald dat de hulp van de Oosterbeekse vrouwen aan de gewonden voorstelt (zuidzijde)
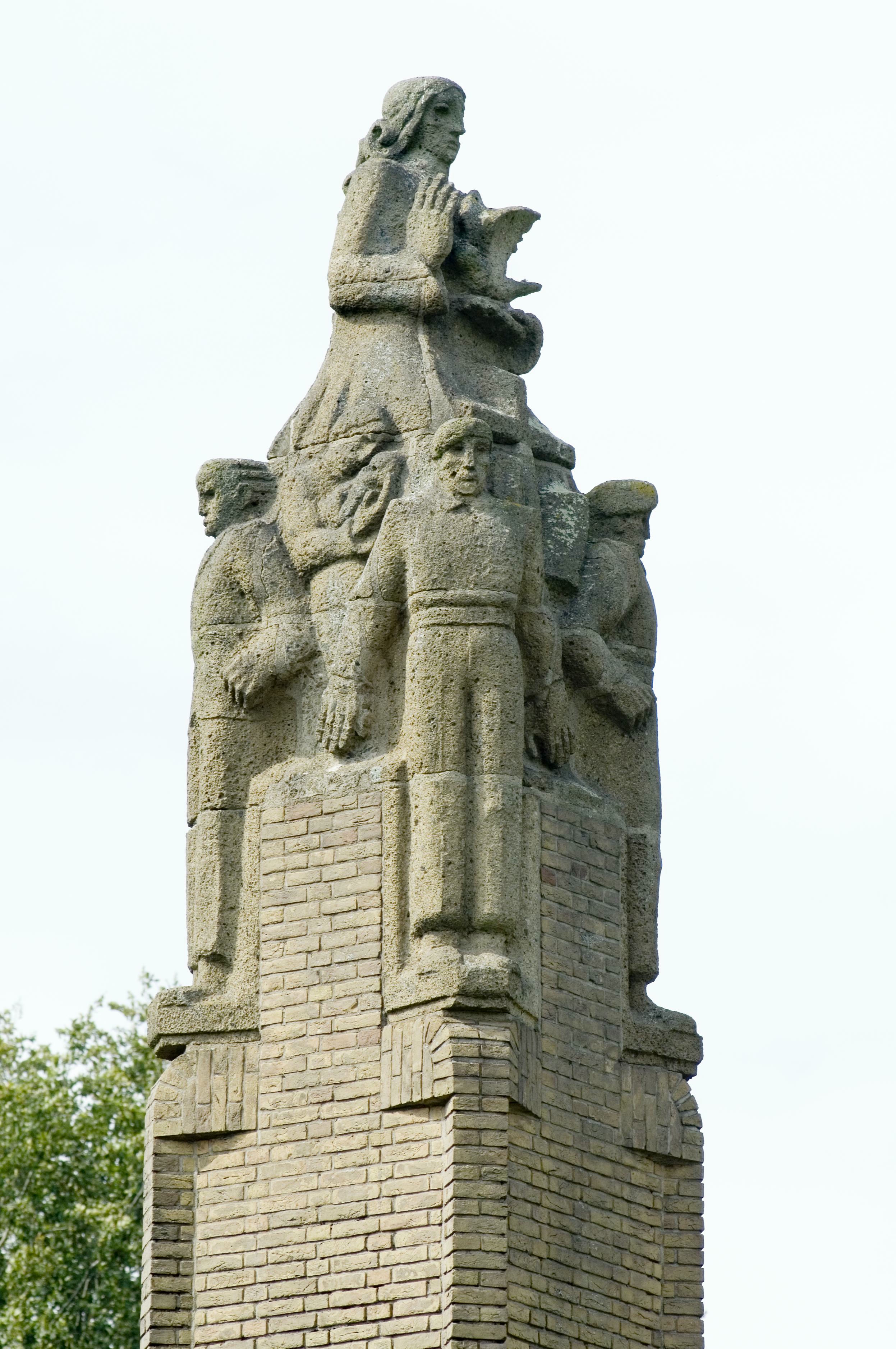
Bekroning van de gedenknaald, met vijf gebeeldhouwde figuren